# Oryzoborus
Oryzoborus là một chi chim trong họ Thraupidae.